# Feldbahnen der Zementfabriken bei Castellet i la Gornal
| Feldbahnen der Zementfabriken bei Castellet i la Gornal | Feldbahnen der Zementfabriken bei Castellet i la Gornal |
| --- | ------------------------------------------------------- |
| Decauville-Bahn der Zementfabrik Forns de Butsems Fradera in Vallcarca Zementfabrik Forns del Renet (Ciments Miret) in Santa Margarida i els Monjos, um 1970 |                                                         |
| Spurweite: | 600 mm (Schmalspur)                                     |
| |                                                         |

Die Feldbahnen der Zementfabriken bei Castellet i la Gornal waren schmalspurige Feldbahnen mit einer Spurweite von 600 mm bei Castellet i la Gornal in der Comarca Alt Penedès in der Provinz Barcelona der Autonomen Gemeinschaft von Katalonien (Spanien).

## Geschichte
Um 1890 wurde in Fornixa de Freixa  Romanzement abgebaut, ein in Wasser aushärtender Baustoff mit sehr kurzer Abbindezeit. Um 1900 gab es in der Gegend von Castellet bereits drei Zementfabriken nebeneinander, in deren Öfen der Zement gebrannt wurde: Freixa, Renet (Miret) und Fradera. Um das qualitativ hochwertige Mergel-Kalkstein-Gemisch von den Steinbrüchen zu den Öfen zu bringen sowie um Kohle und gebrannten Zement zu transportieren, wurden anfangs Feldbahnen und später Luftseilbahnen eingesetzt, bis sich der Transport mit Lastwagen durchgesetzt hat.

## Betrieb
Die Feldbahn-Loren wurden in den Steinbrüchen meist von Hand verschoben. Die Strecken waren so angelegt, dass die beladenen Loren durch die Schwerkraft zu den Fabriken hinabrollten. Um die leeren Loren wieder zum Steinbruch hinaufzuziehen, wurden meist Pferde oder Maultiere eingesetzt. Auf der Bergabfahrt konnten diese in einem geeigneten Pferdetransportwagen im Zug mitfahren. Da sich Lokomotiven auf den steilen Strecken nicht bewährt haben, wurden in den 1970er Jahren Traktoren statt der Zugtiere eingesetzt.